# Hyalonema parallela
Hyalonema parallela är en svampdjursart som först beskrevs av Coy 1862.  Hyalonema parallela ingår i släktet Hyalonema och familjen Hyalonematidae. Inga underarter finns listade i Catalogue of Life.